# Ріки (Переворський повіт)
Ріки (пол. Rzeki) — західний присілок села Манастир у Підкарпатському воєводстві, Переворському повіті, гміні Яворник Польський, над потоком Гусівським — лівою притокою річки Млєчки.

## Історія
Після анексії у 1434 році Галичини поляками місцеве українське населення лівобережного Надсяння півтисячоліття піддавалось інтенсивній латинізації та полонізації, зокрема вже в 1452 р. збудували костел в Манастирі.
У 1831 році в Ріках були 3 греко-католики, які належали до парафії Тарнавка Каньчузького деканату Перемишльської єпархії, натомість українці-грекокатолики основної (східної) частини Манастиря ходили до церкви у Бібрці (належала до парафії Кречовичі Каньчузького деканату Перемишльської єпархії). На той час унаслідок півтисячоліття польської колоніальної політики українці лівобережного Надсяння опинилися в меншості.
Згідно з «Географічним словником Королівства Польського» у 1889 році Ріки у складі гміни Манастир належали до Ланцутського повіту Королівства Галичини і Володимирії, було 72 будинки та мешкало 412 осіб.
Востаннє українці-грекокатолики (двоє парафіян) у Ріках згадуються в шематизмі 1891 року, у шематизмі за 1892 рік згадка про Ріки вже відсутня.